# Schloss Frauental

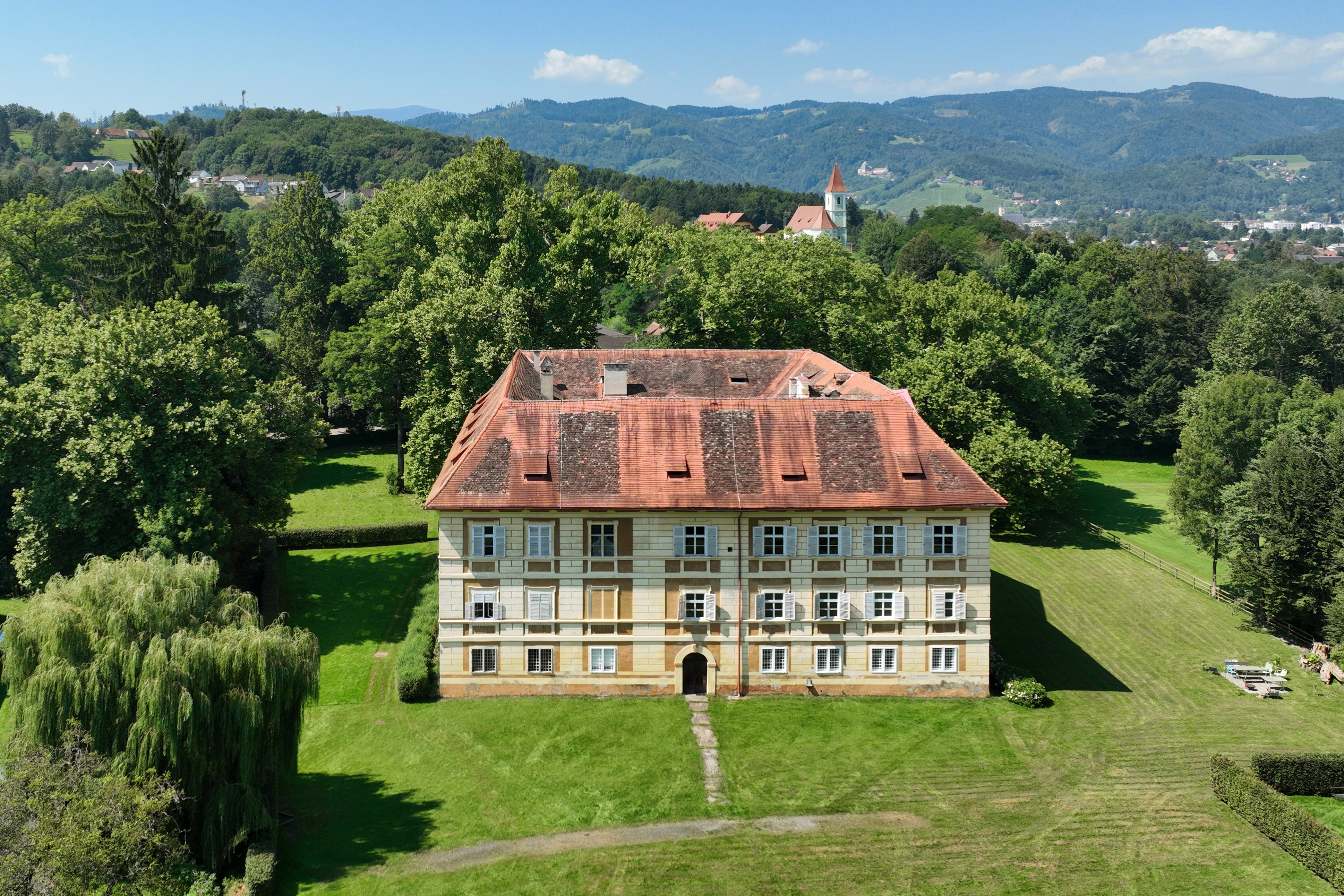
Schloss Frauental, Ostansicht

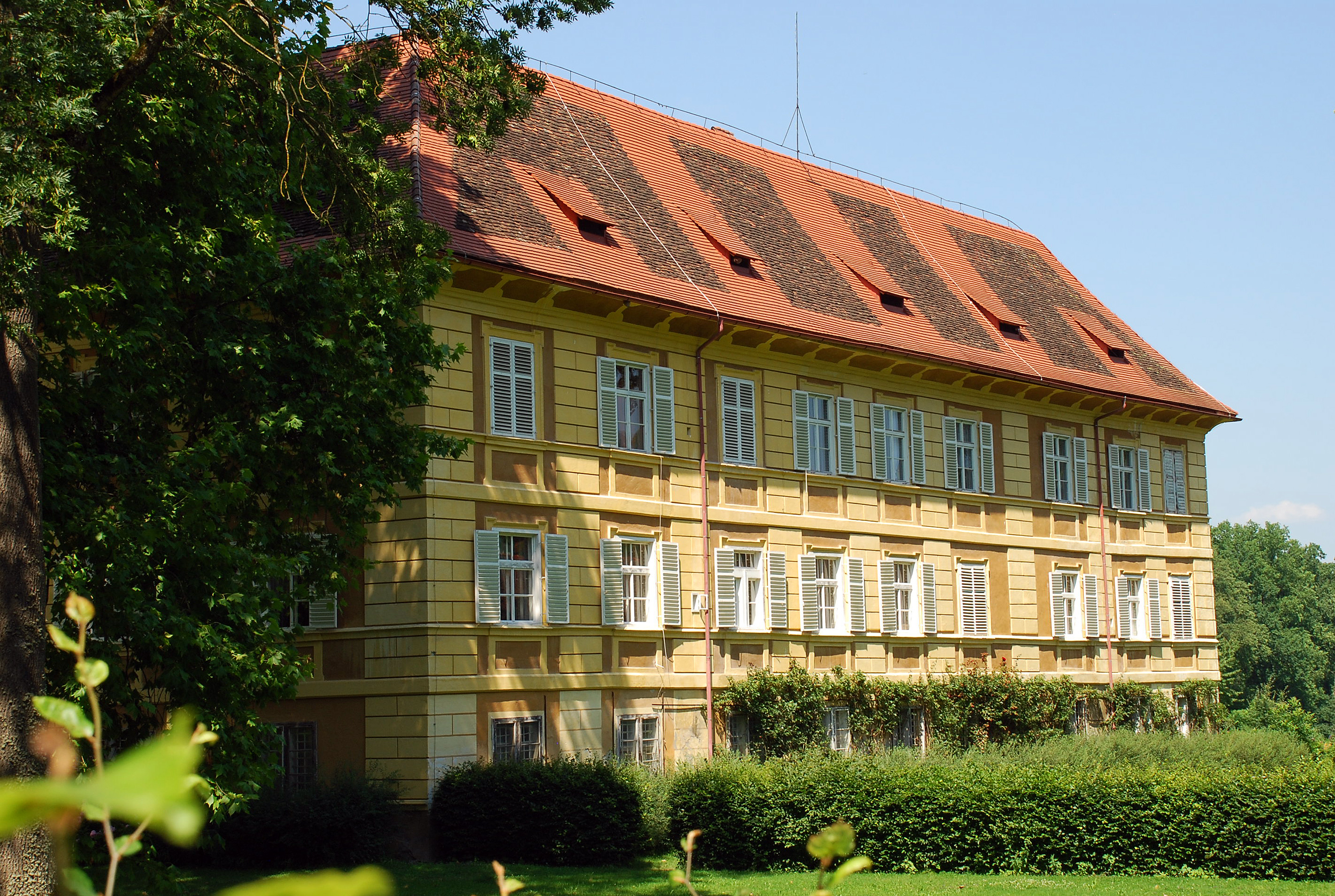
Das Schloss im Juli 2011

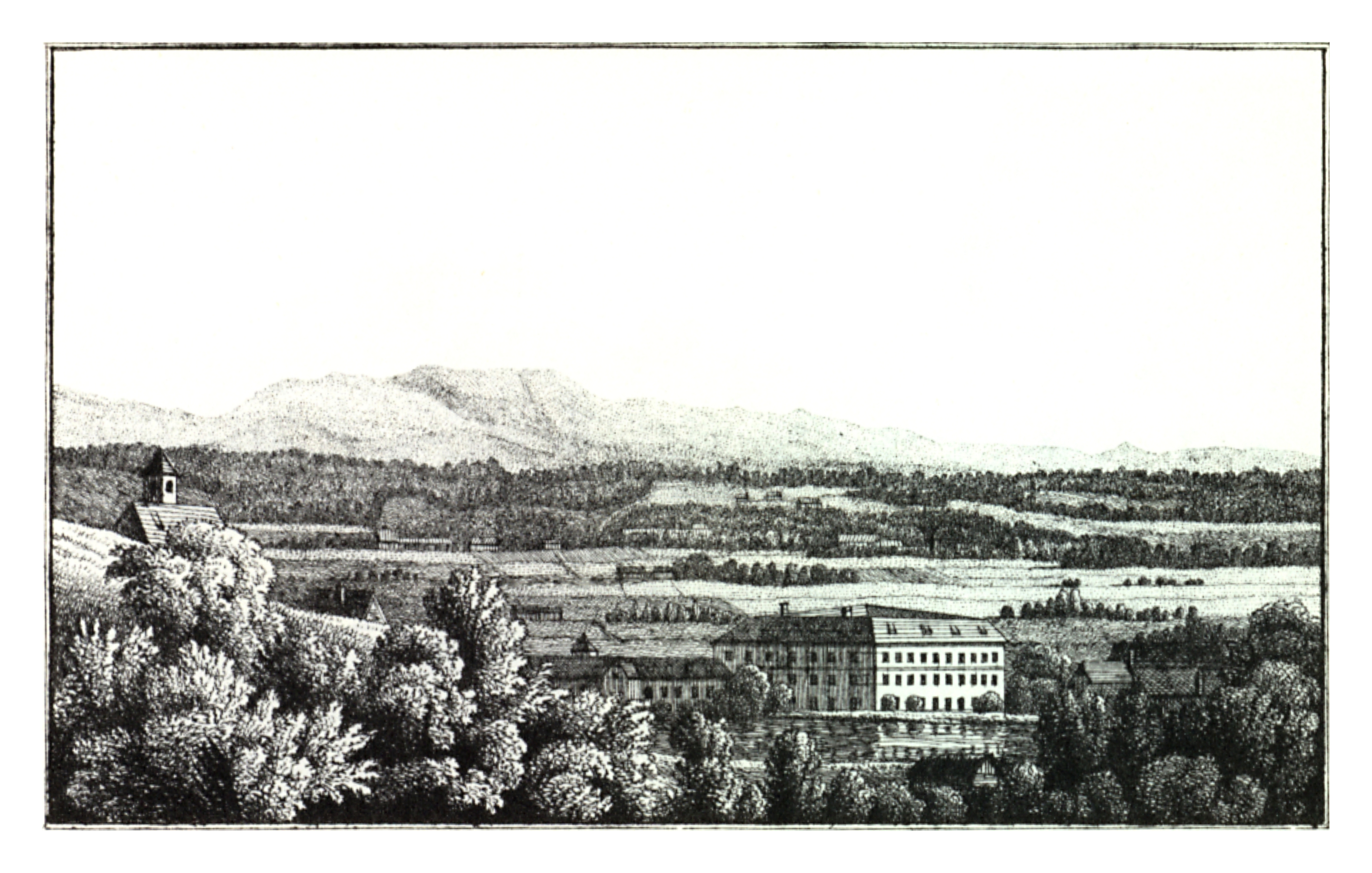
Das Schloss um 1820, Lith. J.F. Kaiser

Das Schloss Frauental oder Frauenthal ist ein Schloss in der Stadtgemeinde Deutschlandsberg in der Steiermark. Seine Geschichte führt bis auf die Mitte des 16. Jahrhunderts zurück. Mit Stand 2012 befindet es sich im Besitz der Familie Liechtenstein, bis 2021 war im Gebäude eine Fachschule untergebracht.

## Standort
Das Schloss steht in der zu Deutschlandsberg gehörenden Katastralgemeinde Hörbing am Ulrichsberg 1.

## Geschichte
Das Schloss Frauenthal wird an der Stelle des 970 urkundlich genannten „Nidrinhofes“ vermutet. Diese Anlage soll um 700 n. Chr. von Aquileia aus gegründet worden sein, welches damals die christliche Missionierung des Königreiches Noricum durchführte. Der Nidrinhof wurde in slawischer Sprache auch „Udulenidvor“ genannt (vgl. slowenisch dôl ‚hinab, hinunter, nieder‘). Beide Namen meinen dasselbe: einen niedrig gelegenen Hof. Er wurde am 2. März 970 von Kaiser Otto I. an Erzbischof Friedrich von Salzburg geschenkt. Ob diese Lagebezeichnung in Zusammenhang mit der westlich hoch auf einem Felssporn gelegenen frühen Burganlage von Deutschlandsberg zu sehen ist, wird diskutiert, eine andere Ansicht verweist darauf, dass als oberer Hof in der Nähe eine Anlage bei St. Ulrich denkbar ist. Die Anlage wird als zweisprachig bezeichnetes Herrschaftszentrum gesehen. Diese zweisprachige Bezeichnung wird als Beleg für enge slawisch-bairische Berührungen betrachtet. Mit dem Ausbau der Burg Deutschlandsberg verlor der Nidrinhof seine Bedeutung als Verwaltungszentrum des Gebietes, es wird vermutet, dass er danach als Bauernhof verwendet wurde, ehe er zu Schloss Frauenthal ausgebaut wurde.
1267 erscheint der Name „Vraundorf“ (Frauendorf). Im Mittelalter lag dort bzw. in der Nähe der Filialkirche St. Ulrich ein „Hof zu St. Ulrich“.
Das heutige Schloss wurde im Jahr 1542 von Gall von Racknitz zu einem Adelssitz ausgebaut. Seine heutige Gestalt wurde ihm 1675 unter Ferdinand Graf Zehentner verliehen, welcher vermutlich Jakob Schmerlaib mit dem Umbau beauftragte. Bis ins 17. Jahrhundert wurden das Landgut und das Schloss auch nach dem Hl. Ulrich benannt. Graf Zehentner folgten bis 1700 die Kuenburger, die Mailegger sowie die Batthyány im Besitz nach. Die Schlosskapelle ist dem Hl. Josef geweiht. Nach wirtschaftlichem Niedergang durch eine verschwenderische Verwaltung und Familienstreitigkeiten wurde 1741 der Verwalter der Messingfabrik zum Kurator der Herrschaft bestellt. Von 1812 bis 1820 erlebte das Schloss unter seinem Besitzer Moritz Graf von Fries seine Hochblüte, ehe es im Jahr 1820 an die Familie Liechtenstein kam, denen es bis heute gehört. Dieses Schloss wurde damals (ebenso wie Schloss Hollenegg) mit der Grundherrschaft Deutschlandsberg-Hollenegg von Fürst Johann I. Josef für seinen Sohn Franz de Paula, dem Urgroßvater des Staatsoberhauptes von Liechtenstein Franz Josef II. (der 1906 hier geboren wurde) angekauft. In den Jahren 1969 und 1970 wurde das Schloss restauriert.
Im Gebäude befand sich ab 1978 eine Fachschule für Land- und Ernährungswirtschaft, die anfangs bis zu 120 Schülerinnen hatte. Diese Schule musste 2021 wegen zu geringer Schülerzahlen eingestellt werden. Es hatten nur mehr acht Schüler die Absicht geäußert, den zweiten Jahrgang zu besuchen. Ein erster Jahrgang war gar nicht mehr zustande gekommen. Leiterinnen dieser Schule waren Josefa Kiegerl, Ida Oberreither und Ursula Gangl-Schriebl.

## Beschreibung

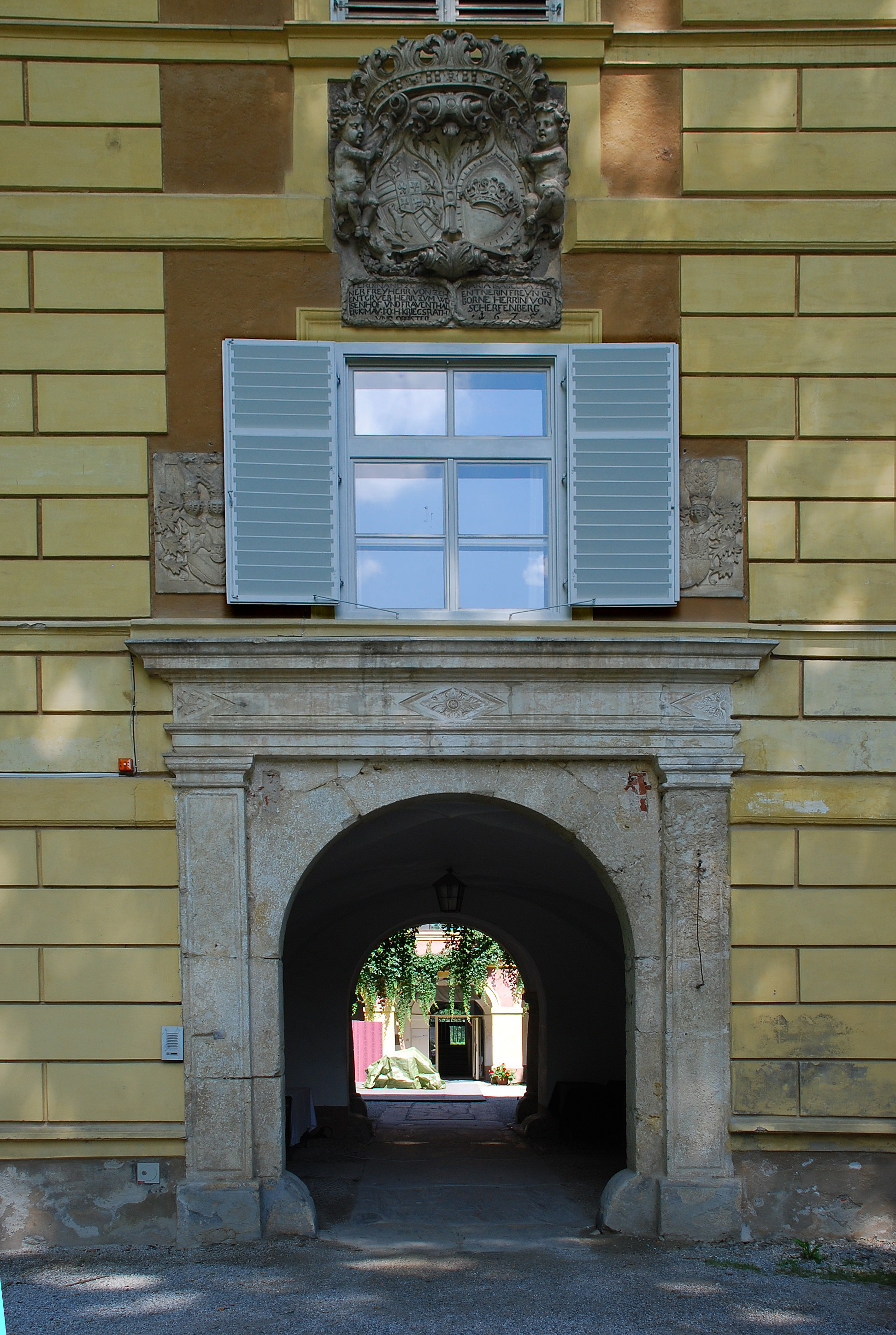
Das Portal zum Innenhof

Das Schloss ist ein regelmäßiger, dreigeschoßiger Vierflügelbau. Im Innenhof befinden sich dreigeschoßige Pfeilerarkaden. Über dem Rustikaportal in den Innenhof befindet sich das mit einer Inschrift versehene Wappen von Ferdinand Graf Zehentner.
Die zweigeschoßige Schlosskapelle ist dem heiligen Josef geweiht. Die um 1685 entstandenen Stuckaturen stammen aus der Werkstatt von Alexander Serenio. Die ebenfalls 1685 angefertigten Bildfenster zeigen Darstellungen aus dem Leben Marias.